# Aganosma breviloba
Aganosma breviloba är en oleanderväxtart som beskrevs av Kerr. Aganosma breviloba ingår i släktet Aganosma och familjen oleanderväxter. Inga underarter finns listade i Catalogue of Life.